# Коробов, Александр Васильевич
Александр Васильевич Коробов (1910—1981) — старшина Рабоче-крестьянской Красной Армии, участник Великой Отечественной войны, Герой Советского Союза (1944).

## Биография
Александр Коробов родился 13 августа 1910 года в селе Заплавное (ныне — Ленинский район Волгоградской области). После окончания начальной школы работал участковым Козелецкого райотдела НКВД Черниговской области Украинской ССР. В 1932—1933 годах служил в Рабоче-крестьянской Красной Армии. В начале Великой Отечественной войны оказался в оккупации, воевал в составе партизанского отряда Григория Федоренко. В сентябре 1943 года Коробов повторно был призван в армию. Участвовал в битве за Днепр на Лютежском плацдарме, освобождении Киева и Правобережной Украины.
К марту 1944 года сержант Александр Коробов командовал отделением 6-й стрелковой роты 794-го стрелкового полка 232-й стрелковой дивизии 40-й армии 2-го Украинского фронта. Отличился во время форсирования Южного Буга и Прута. Во время форсирования Южного Буга отделение Коробова успешно выбила противника из занимаемых им траншей, уничтожив около 45 его солдат и офицеров. Во время форсирования Прута Коробов, ведя огонь из пулемёта, установленного на лодке, уничтожил 8 вражеских солдат, а затем захватил паром и доставил его к своим, благодаря чему батальон сумел достаточно быстро переправиться на вражеский берег.
Указом Президиума Верховного Совета СССР от 13 сентября 1944 года за «образцовое выполнение боевых заданий командования на фронте борьбы с немецкими захватчиками и проявленные при этом отвагу и геройство» сержант Александр Коробов был удостоен высокого звания Героя Советского Союза с вручением ордена Ленина и медали «Золотая Звезда».
Участвовал в освобождении Молдавской ССР, Румынии, Венгрии и Чехословакии. После окончания войны в звании старшины Коробов был демобилизован. Проживал в городе Прилуки Черниговской области, работал сначала начальником банно-прачечного комбината местной воинской части, позднее стал работать на мебельном комбинате. Скончался 23 февраля 1981 года, похоронен на прилукском кладбище «Новый побут».
Был также награждён рядом медалей.
В честь Коробова названа улица в Прилуках.